# Čudnovati morski štakor
Čudnovati morski štakori (Chimaera monstrosa) je vrsta iz porodice morskih štakora (Chimaeridae), roda Chimaera.  Prvi put ju je 1758. opisao švedski prirodoslovac Carl von Linné, izvodeći njeno znanstveno ime od Himere, lika iz grčke mitologije. U njoj se pod tim imenom opisuje biće, sastavljeno od različitih dijelova tijela lava, koze i zmije. Oči koje podsjećaju na mačje, zubi kao kod glodavaca i dugi zmajev rep, potakli su Linnea da ih tako nazove.
Dužina vretenastog tijela, uključujući najčešće nepotpuni repni završetak u obliku biča, može biti najviše 120 do 150 centimetara kod ženki. Mužjaci su značajno manji. Pred prvom leđnom perajom ima velik otrovni šiljak, a duga se nadovezuje poput obruba na repnu. Koža im je glatka, bez ljusaka. Odozgo je crvenkasto smeđe boje, s mrežastim šarama, dok je bočno srebrnkasta, s izraženom bočnom linijom. Oči su im zelene s fosforescentnim odsjajem.

## Rasprostranjenost
Čudnovati morski štakori su česti u europskim vodama Atlantika, od Norveške do Maroka i u vodama Sredozemlja. U Jadranu je česta u južnojadranskoj kotlini, no nema gospodarsko značenje, jer se ulovi samo poneki primjerak. Ljeti se zadržava na dubini do 1000 metara, a zimi dolazi bliže površini, na dubinu od 90 do 180 metara.

## Razmnožavanje
Plodnost u jednoj sezoni je do 100 jaja. Razvoj jaja u hladnoj vodi traje više mjeseci. Kod ženki se svaki put spuštaju u maternicu dva jajašca. Ženka svaki put položi ta dva jajašca u jednoj   kožastoj jajnoj čahuri na dno. Čahura je vretenasta, a na šiljastom vrhu čahure nalazi se vrpčasta do tri centimetara duga izraslina pomoću koje se čahura zasidri uz dno. Mladi izlaze iz čahure veliki oko 11 centimetara.